# Triumfetta glechomoides
Triumfetta glechomoides là một loài thực vật có hoa trong họ Cẩm quỳ. Loài này được Welw. ex Mast. miêu tả khoa học đầu tiên năm 1868.